# Villiers-Herbisse

Villiers-Herbisse este o comună în departamentul Aube din nord-estul Franței. În 1 ianuarie 2022 avea o populație de 82 de locuitori.